# Stuart Conquest
Stuart Conquest (nacido el 1 de marzo de 1967 en Ilford, Redbridge, Reino Unido) es un Gran Maestro Internacional de ajedrez británico.

## Carrera ajedrecística
Con temprana edad ya era considerado un ajedrecista de mucho talento, tanto que en 1981, a la edad de 14 años, ganó el Campeonato del Mundo de Ajedrez Joven sub-16 con 7,5 puntos de 9, un punto por encima del segundo clasificado, el italiano Ennio Arlandis.
Desde mediados de los años 90 ha sido un asiduo miembro del equipo de Inglaterra Olimpiadas de Ajedrez y en los Campeonatos Europeos por Equipos.
Conquest fue campeón británico de partidas rápidas en 1997. En 1995 y en 2000 alcanzó la victoria en el torneo Hastings Premier. . En 2001 ganó el torneo de categoría 14 celebrado en Clichy (Francia). Ese año también se adjudicó el III Abierto de semirrápidas Ciudad de Alfaro, superando Félix Izeta, y fue segundo en el I Abierto de semirrápidas Villa de San Pedro del Pinatar (Murcia), por debajo de Vadim Milov. En 2006 fue segundo en el VIII Abierto de Logroño, tras Bogdan Lalić.
En 2008 ganó el Campeonato Británico, derrotando a Keith Arkell en un encuentro de desempate a dos rondas en partidas rápidas, después de que empataran en primera posición en el Campeonato.
El 2009 fue primero en el torneo abierto de Capo de Orso en Palau, Cerdeña, por delante de Sergei Tiviakov. En 2010 fue tercero ex aequo , con 7,5 puntos, el Campeonato de ajedrez de Gran Bretaña, celebrado en Canterbury, tras Nicholas Pert (segundo, con 8,0) y el campeón Michael Adams(9 ½).
Actualmente (2012) pertenece a un equipo de Sestao que ha conseguido el Campeonato de España por equipos. Es director de Gibraltar Tradewise, entidad encargada de la organización de acontecimientos ajedrecísticos. Ha promovido la dignificación de la olvidada figura del ajedrecista polaco de finales del siglo XIX Johannes Zukertort.
Reside en Haro (La Rioja).

## Fuerza ajedrecística
Su puntuación más alta ha sido 2601 ELO, alcanzados en octubre de 2001 en la clasificación de la FIDE y con los que se situó entre los 100 primeros jugadores del mundo.